# Olonka
Olonka, (ryska: Оло́нка; finska: Alavoisenjoki, även Aunuksenjoki eller övre Yllönen) är en flod i Olonets rajon, Karelska republiken i Ryssland. Floden är 87 kilometer lång och har ett avrinningsområde på 2 620 kvadratkilometer.
Floden kommer från sjön Utozero (Uutjärvi), rinner långsamt genom Aunusplatån och rinner ut i Ladoga nära byn Nurmolitsy (Nurmoila). De främsta biflödena är floderna Megrega (Mäkriänjoki) och Tuksa (Tuuksenjoki). Fiskarter inkluderar lax, sik, abborre, gädda, brax och mört. Vid Megregas mynning ligger huvudorten Olonets (Aunus) och längre ner vid flodmynningen ligger tätorten Iljinskij (Alavoinen).
Järnvägen Jänisjärvi - Lodejnoje Polje följer flodens nedre flöde. Floden användes för timmerflottning fram till 1975. Pärlor till smyckestillverkning fångades förr i floden. På platsen där distriktets administrativa centrum, och en av norra Rysslands äldsta städer, Olonets nu ligger har man funnit arkeologiska lämningar efter en boplats från perioden 3000 - 2000 f. Kr.